# ویبیلد
ویبیلد (انگلیسی: Webuild) شرکت ساخت‌وساز ایتالیایی است، که در سال ۱۹۵۹ تأسیس شد.